# Стивенс, Бен
Бен «Бенни» Стивенс (англ. Ben "Benny" Stephens; 27 ноября 1916 — 6 апреля 1966, о-в Сент-Томас, Американские Виргинские Острова, США) — американский профессиональный баскетболист.

## Ранние годы
Бен Стивенс родился в 1917 году. В 1939 году закончил Айовский университет, где в течение трёх лет играл за команду «Айова Хокайс», в составе которой провёл неудачную карьеру, имея отрицательный баланс побед и поражений (12—24), во время которой «Хокайс» ни разу не выигрывали ни регулярный чемпионат, ни турнир конференции Big Ten, а также ни разу не выходили в плей-офф студенческого чемпионата США.

## Профессиональная карьера
Играл на позиции атакующего защитника и лёгкого форвард. В 1939 году Бен Стивенс заключил соглашение с командой «Акрон Гудиер Уингфутс», выступавшей в Национальной баскетбольной лиге (НБЛ), в которой провёл всю свою непродолжительную профессиональную карьеру. Всего в НБЛ провёл 3 сезона. В 1940 году Стивенс был признан новичком года НБЛ, а также три года подряд включался в 1-ю сборную всех звёзд НБЛ (1940—1942). Помимо этого в следующем году стал самым результативным игроком регулярного чемпионата НБЛ, а также был признан самым ценным игроком регулярного сезона НБЛ. После упразднения лиги был включён в сборную всех времён НБЛ. Всего за карьеру в НБЛ Бен Стивенс сыграл 76 игр, в которых набрал 782 очка (в среднем 10,3 за игру). Помимо этого Стивенс в составе «Гудиер Уингфутс» три раза участвовал во Всемирном профессиональном баскетбольном турнире, но без особого успеха.

## Дальнейшая деятельность и смерть
Его спортивная карьера была прервана Второй мировой войной, во время которой он служил в Военно-морских силах США. После войны Бен Стивенс долгое время работал в крупнейшей американской компании по производству шин Goodyear Tire and Rubber вплоть до своей смерти в 1966 году.